# Karjolsteinen
Karjolsteinen är en norsk dramafilm från 1977 i regi och manus av Knut Andersen, efter en roman av Sigbjørn Hølmebakk med samma namn.

## Handling
Den radikale författaren Olav Klungeland känner sig splittrad och otillräcklig både som författare, som politiker och som medmänniska. Han stiftar gradvis närmare bekantskap med en före detta präst, Eilif Grøtteland, som kommer från en liten ort i sydvästra Norge och bor på ett hotell i Oslo – samtidigt som hans cancersjuka fru ligger på sjukhus. En regnig aprilnatt sitter de två unga männen på hotellrummet. Den äldre berättar för den yngre om sitt liv, från barndomen i små byar längre söderut i landet, genom sin ungdom och som ung man – samtidigt som han arbetade som präst i Finnmark.
Under efterkrigstiden drabbades prästens egen bror Lars av Landssvikoppgjøret – och indirekt även han själv. Ett tjatande tvivel slår honom och undergräver hans kärlek till sin fru Elna och deras dotter Lillian. Mötet mellan denna präst och den unge författaren kommer snart att visa sig vara av avgörande betydelse för bådas framtida liv. Under ett firande den 1 maj väntas författaren Olav hålla ett eldtal om socialismens befriande kraft. Den äldre mannens berättelse utgör huvuddelen av berättelsen, om hans möten med olika människor som har haft en betydande inverkan på hans utveckling och attityder.

## Rollista
- Erik Øksnes – Olav Klungland
- Marit Grønhaug – Vigdis
- Sverre Anker Ousdal – Eilif Grøtteland
- Are Sjaastad – Eilif (som barn)
- Grethe Ryen – Elna
- Siri Hølmebakk – Elna (som barn)
- Arne Lindtner Næss – Lars
- Arne Lendl – Lars (som barn)
- Rolf Søder – Arnold
- Roy Bjørnstad – partiförmannen
- Frimann Falck Clausen – Jens Heimdal
- Maryon Eilertsen – Lillian
- Gunhild Grünfeldt – partifunktionären
- Per Gundersen – en droskförare
- Harald Heide Steen – Didrik